# 인조이 잉글리쉬
인조이 잉글리쉬는 경인방송에서 매일 아침 6시부터 7시까지 방송했던 라디오 영어 프로그램이다. 2012년 4월 15일 자로 5년만에 폐지되었다.

## 역대 진행자
- 초대 : 사라한 (2007년 10월 8일 ~ 2008년 10월 5일)
- 2대 : 도금선 (2008년 10월 6일 ~ 2012년 4월 15일)

## 개요
매일 아침 한 시간씩 즐겁게 영어를 배워보는 시간. 토익 스페셜리스트, 최다수강과 최단기 점수상승률 1위의 간판 영어강사 도금선과 함께 매일 아침 한 시간씩 더욱 강화된 영어 학습 컨텐츠가 진행된다! 인조이 잉글리쉬는 세계화 시대에 발맞추는 인천을 만들기 위한 영어 에듀테인먼트 프로그램으로 거듭날 것이다. 영어로 진행되는 지역뉴스와 국내외 소식이 제공돼 외국인도 함께 할 수 있는 국제적인 프로그램이다.

## 코너 소개

### 매일 코너
- Flying Incheon News : 인천지역소식과 함께 국내외 뉴스를 영어로 접할 수 있는 매일 코너. 정치, 경제, 사회, 문화 등 다양한 주제에 관한 어휘와 표현들을 정리해 본다.
- 토익 LC
- 점수가 들리는 도금선의 굿모닝 토익
- Good Morning incheoners!

### 요일 코너
- 월요일 - DoDo's 노래방 Old Pop : 노래방용 올드 팝송 하나쯤은 장만할 수 있는 시간!
- 화요일 - DoDo's Diary : 간단한 영어표현을 익히면서 영어일기 쓰기의 실력을 올릴 수 있는 시간!
- 수요일 - DoDo's 노래방 New Pop : 최신 팝송의 정보와 가사까지 알아보는 1석2조의 시간!
- 목요일 - DoDo's Speech Club : 감동의 연설문! 오바마 연설문 통해 명문장, 영어문체들을 익히고 배우며 다양한 표현을 배우는 시간!
- 금요일 - DoDo's What Listeners Want? : 말 그대로 EE(EnjoyEnglish)가족들이 원하는 것을 모두 들을 수 있는 시간! What Listen Want~? 원하는 신청곡! 질문에 대한 원하는 답을 들을 수 있는 코너
- 토요일 - Fly Incheon News : 복습, 또 복습! 한 주간 배운 내용들을 총정리한다.
- 토요일 - 토익모의고사 : 복습, 또 복습! 한 주간 배운 내용들을 총정리한다.